# Вороньє (Верхошижемський район)
Воро́ньє (рос. Воронье) — присілок у складі Верхошижемського району Кіровської області, Росія. Входить до складу Середньоівкінського сільського поселення.
Населення становить 271 особа (2010, 365 у 2002).
Національний склад станом на 2002 рік — росіяни 95 %.